# Акул-дю-Нор
Акул-ду-Норд (гаїт. креол. Akil dinò) — муніципалітет у Північному департаменті Гаїті.
Має населення 51 337 жителів.

## Клімат
Громада знаходиться у зоні, котра характеризується кліматом тропічних саван. Найтепліший місяць — серпень із середньою температурою 27.4 °C (81.3 °F). Найхолодніший місяць — січень, із середньою температурою 23.6 °С (74.5 °F).
| Клімат Акул-дю-Норда    | Клімат Акул-дю-Норда | Клімат Акул-дю-Норда | Клімат Акул-дю-Норда | Клімат Акул-дю-Норда | Клімат Акул-дю-Норда | Клімат Акул-дю-Норда | Клімат Акул-дю-Норда | Клімат Акул-дю-Норда | Клімат Акул-дю-Норда | Клімат Акул-дю-Норда | Клімат Акул-дю-Норда | Клімат Акул-дю-Норда | Клімат Акул-дю-Норда |
| Показник                | Січ.                 | Лют.                 | Бер.                 | Квіт.                | Трав.                | Черв.                | Лип.                 | Серп.                | Вер.                 | Жовт.                | Лист.                | Груд.                | Рік                  |
| Середній максимум, °C   | 27,6                 | 28,1                 | 28,7                 | 29,2                 | 30                   | 31                   | 31,3                 | 31,5                 | 31                   | 30,4                 | 29                   | 27,9                 | 29,6                 |
| Середня температура, °C | 23,6                 | 24                   | 24,7                 | 25,4                 | 26,2                 | 27                   | 27,2                 | 27,4                 | 27,1                 | 26,6                 | 25,4                 | 24,2                 | 25,7                 |
| Середній мінімум, °C    | 19                   | 19                   | 19,7                 | 20,8                 | 21,6                 | 22,3                 | 22,4                 | 22,6                 | 22,4                 | 22                   | 21,2                 | 19,7                 | 21,1                 |
| Норма опадів, мм        | 132.4                | 111.2                | 89.6                 | 120.8                | 188.6                | 153.4                | 93.5                 | 99.8                 | 151.8                | 169.4                | 209                  | 177.9                | 1697.4               |
| Днів з опадами          | 10,4                 | 8,3                  | 8,6                  | 8,7                  | 11,9                 | 11,6                 | 13,9                 | 14,1                 | 14,9                 | 16,1                 | 12                   | 10,9                 | 141,4                |
| Вологість повітря, %    | 76.6                 | 75.6                 | 74.4                 | 75.2                 | 78.3                 | 76.7                 | 73.5                 | 74.7                 | 76.6                 | 77.5                 | 77.6                 | 76.9                 | 76.1                 |
| ----------------------- | -------------------- | -------------------- | -------------------- | -------------------- | -------------------- | -------------------- | -------------------- | -------------------- | -------------------- | -------------------- | -------------------- | -------------------- | -------------------- |
| Джерело: Weatherbase    |                      |                      |                      |                      |                      |                      |                      |                      |                      |                      |                      |                      |                      |